# Myrmoteras tomimasai
Myrmoteras tomimasai (лат.) — вид муравьёв (Formicidae) из подсемейства Формицины (Formicinae, Formicidae).

## Распространение
Юго-восточная Азия: Вьетнам, Таиланд.

## Описание
Длина тела составляет 3,3 — 4,0 мм. Основная окраска красновато-коричневая; ноги, челюсти — светло-коричневые. От других Индо-Китайских видов рода отличается экстенсивно скульптированным дорзумом головы, тёмно-окрашенными ногами и обильными прижатыми волосками на брюшных тергитах. Длина головы — 1,06—1,12 мм (ширина — 1,06—1,15). Муравьи с крупными глазами и длинными узкими мандибулами. Жвалы длиной 1,3 мм с 8 зубцами. Формула щупиков 6,4. Стебелёк между грудкой и брюшком состоит из одного членика петиолюса (последний четко отделен от брюшка). Близок к виду Myrmoteras binghamii. Видовое название дано в честь сына лучшего друга мирмеколога К. Эгути (Dr. Katsuyuki Eguchi), описавшего новый вид.